# كم بيدروسا

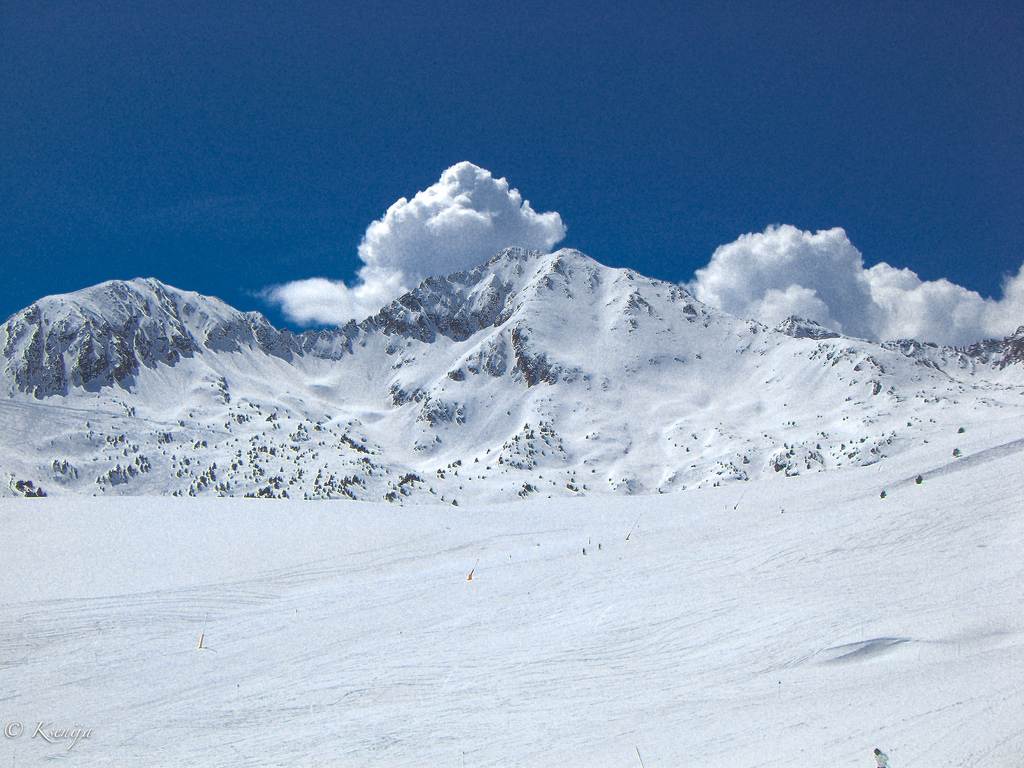
الجبل مغطى بالثلوج

كم بيدروسا (النطق الكتالاني : [ˈkomə pəˈðɾozə], locally: [ˈkoma peˈðɾoza]) (2,943 م أو 9,656 قدم) هو أعلى جبل في أندورا. يعبر الجبل مقصد سياحي كبير لهواة التسلق كما تعتبر السياحة أكبر مصدر لاقتصاد أندورا. يشبه شكل الجبل المثلث،  كما يقع على حدود أندورا الشمالية الغربية مع كلا من فرنسا وإسبانيا. كان الجبل في الماضي هو الحد الفاصل بين أندورا وفرنسا. تملك أندورا 65 قمة جبلية يصل أعلاها إلى ارتفاع أكثر من 2,000 متر لكن مة جبل كم بيدروسا تصل لأكثر من 2,943 متر.

## المناخ
يظهر الجدول التالي التغييرات المناخية على مدار السنة لكم بيدروسا:
| البيانات المناخية لـكم بيدروسا    | البيانات المناخية لـكم بيدروسا | البيانات المناخية لـكم بيدروسا | البيانات المناخية لـكم بيدروسا | البيانات المناخية لـكم بيدروسا | البيانات المناخية لـكم بيدروسا | البيانات المناخية لـكم بيدروسا | البيانات المناخية لـكم بيدروسا | البيانات المناخية لـكم بيدروسا | البيانات المناخية لـكم بيدروسا | البيانات المناخية لـكم بيدروسا | البيانات المناخية لـكم بيدروسا | البيانات المناخية لـكم بيدروسا | البيانات المناخية لـكم بيدروسا |
| الشهر                             | يناير                          | فبراير                         | مارس                           | أبريل                          | مايو                           | يونيو                          | يوليو                          | أغسطس                          | سبتمبر                         | أكتوبر                         | نوفمبر                         | ديسمبر                         | المعدل السنوي                  |
| --------------------------------- | ------------------------------ | ------------------------------ | ------------------------------ | ------------------------------ | ------------------------------ | ------------------------------ | ------------------------------ | ------------------------------ | ------------------------------ | ------------------------------ | ------------------------------ | ------------------------------ | ------------------------------ |
| متوسط درجة الحرارة الكبرى °م (°ف) | 1.2 (34.2)                     | 1.8 (35.2)                     | 3.5 (38.3)                     | 4.3 (39.7)                     | 8.6 (47.5)                     | 13.0 (55.4)                    | 18.1 (64.6)                    | 18.1 (64.6)                    | 14.4 (57.9)                    | 9.0 (48.2)                     | 5.3 (41.5)                     | 2.8 (37.0)                     | 5.4 (41.7)                     |
| المتوسط اليومي °م (°ف)            | −2.0 (28.4)                    | −1.7 (28.9)                    | −0.2 (31.6)                    | 0.4 (32.7)                     | 4.0 (39.2)                     | 7.6 (45.7)                     | 11.6 (52.9)                    | 12.0 (53.6)                    | 9.1 (48.4)                     | 4.9 (40.8)                     | 1.2 (34.2)                     | −0.4 (31.3)                    | 1.7 (35.1)                     |
| متوسط درجة الحرارة الصغرى °م (°ف) | −4.7 (23.5)                    | −5.0 (23.0)                    | −4.0 (24.8)                    | −3.5 (25.7)                    | −0.6 (30.9)                    | 2.3 (36.1)                     | 5.2 (41.4)                     | 5.2 (41.4)                     | 2.9 (37.2)                     | 0.1 (32.2)                     | −2.5 (27.5)                    | −4.0 (24.8)                    | −1.7 (28.9)                    |
| الهطول مم (إنش)                   | 86.3 (3.40)                    | 65.3 (2.57)                    | 70.2 (2.76)                    | 117.5 (4.63)                   | 134.8 (5.31)                   | 133.2 (5.24)                   | 88.6 (3.49)                    | 112.3 (4.42)                   | 112.1 (4.41)                   | 114.8 (4.52)                   | 113.9 (4.48)                   | 106.5 (4.19)                   | 1٬255٫5 (49.42)                |
| المصدر: ACDA                      |                                |                                |                                |                                |                                |                                |                                |                                |                                |                                |                                |                                |                                |